# Delis Vargas
Delis Matías Vargas Blanco, noto semplicemente come Delis Vargas (Tacuarembó, 25 ottobre 1994), è un calciatore uruguaiano, attaccante del Tacuarembó.

## Caratteristiche tecniche
È un centravanti.

## Carriera
Cresciuto nel settore giovanile della Juventud, ha esordito in prima squadra il 2 settembre 2015 disputando l'incontro di Primera División Profesional perso 3-0 contro il Rentistas.